# Хімік (Чернігів)
Футбольний клуб «Хімік» Чернігів — колишній український та радянський аматорський футбольний клуб із Чернігова. Виступав у Чемпіонаті і Кубку Чернігівської області та Чемпіонаті УРСР серед КФК. Домашні матчі приймав на однойменному стадіоні.

## Досягнення
- Чемпіонат УРСР серед КФК
  - Чемпіон (1): 1976
  - Бронзовий призер (2): 1970, 1975
- Чемпіонат Чернігівської області
  - Чемпіон (16): 1967, 1968, 1969, 1970, 1971, 1972, 1973, 1974, 1975, 1976, 1984, 1985, 1986, 1987, 1991, 1993
  - Срібний призер (3): 1961, 1988, 1989
- Кубок Чернігівської області
  - Володар (9): 1966, 1967, 1968, 1969, 1970, 1974, 1975, 1985, 1988
  - Фіналіст (4): 1965, 1973, 1983, 1986.